# Сладкое блюдо

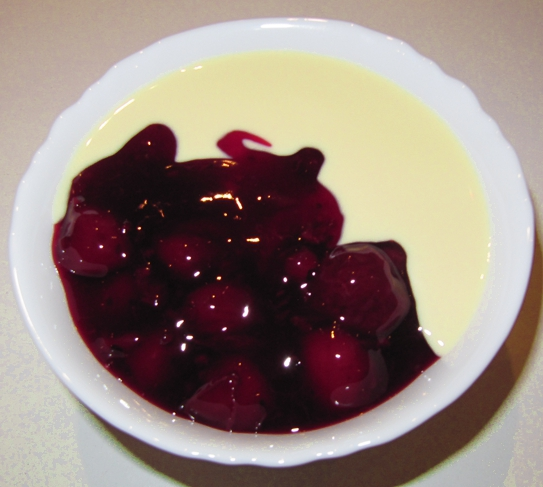
Роте грютце с ванильным соусом

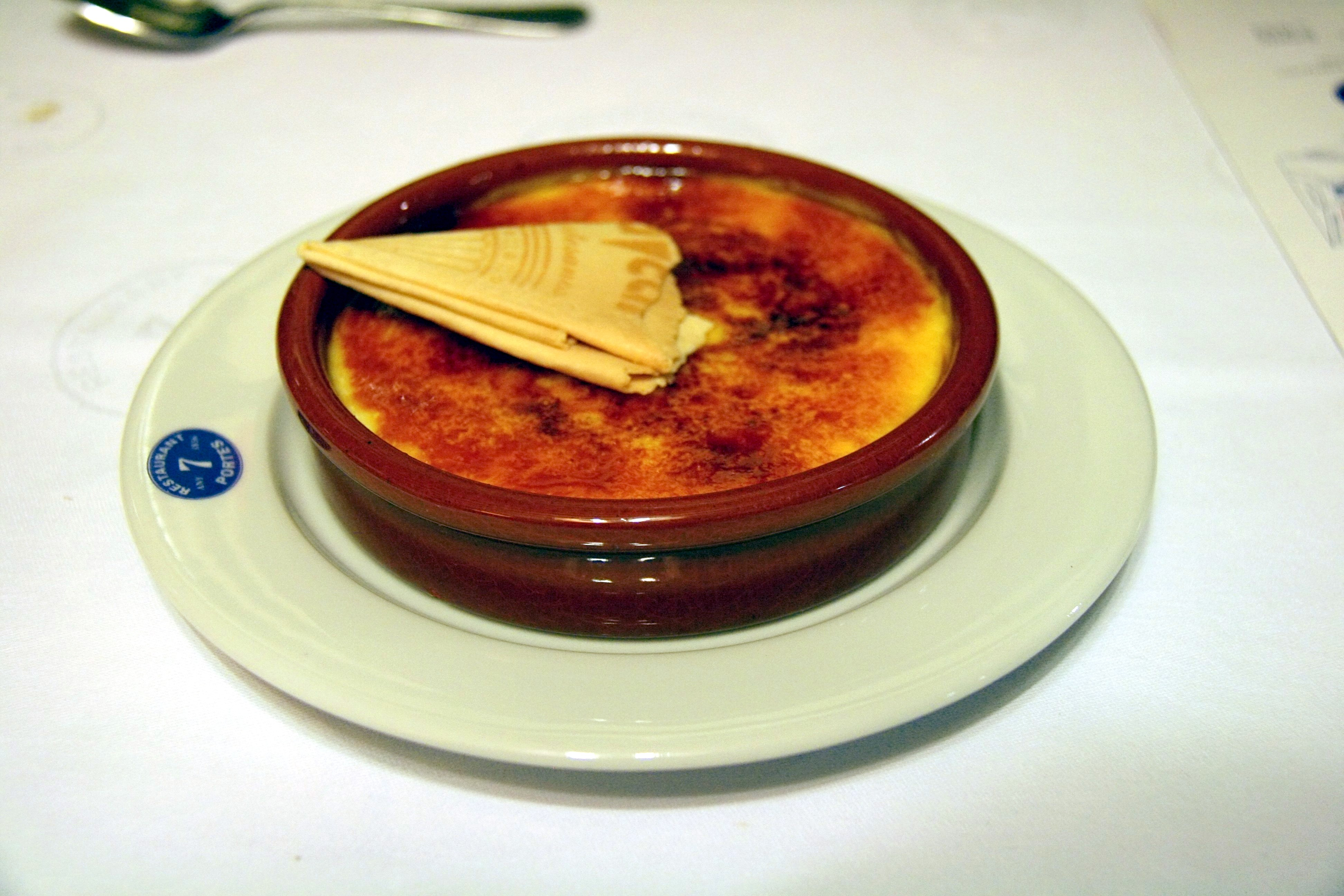
Каталонский крем

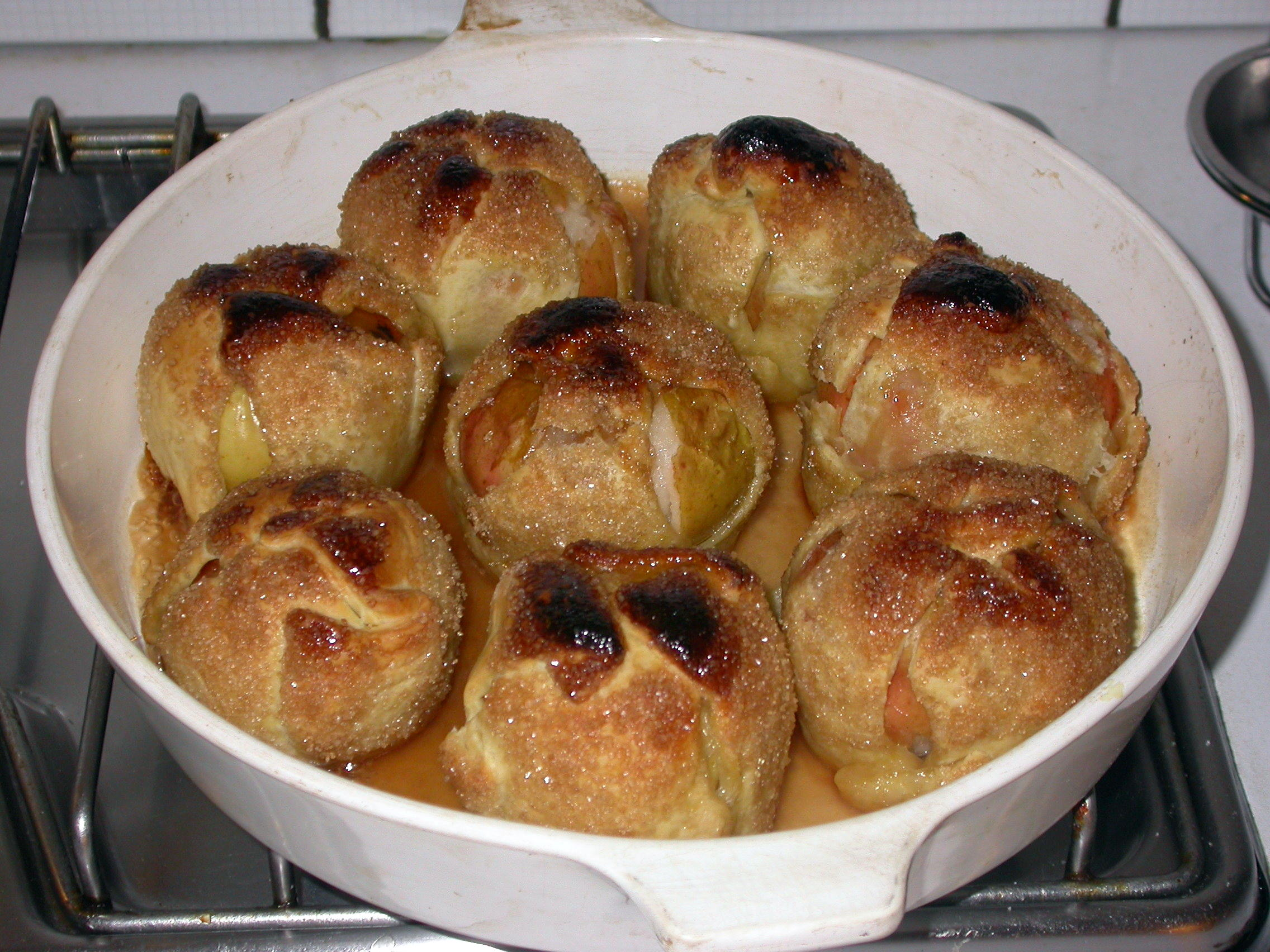
Яблоки в тесте

Вот в пирамидах марципаны,

Облиты сахаром каштаны,

И кремы разные, желе,

Вот разноцветные компоты,

И бланманже, безе, шарлоты.
Сла́дкие блю́да — подслащенные преимущественно фруктовые кушанья с молоком, сливками, мучными и крупяными изделиями, обычно подаваемые на десерт, а также используемые в промежуточном питании. Часто имеют кремообразную или желеобразную консистенцию. В зависимости от вида сладкого блюда в его состав помимо плодов и ягод могут входить сахар, мёд, патока, фруктовые соки и пюре, яйца, желатин, орехи, виноградные вина и ликёры. Сладкие блюда часто готовят в специальных формах, как порционных, так и больших, а также креманках или салатниках. Сладкие блюда — источник легкоусвояемых углеводов, при большом их количестве в рационе питания они приводят к ожирению и поэтому не могут составлять его основу.
Ассортимент сладких блюд очень разнообразен. Прежде всего в нём выделяются холодные и горячие сладкие блюда. Холодные блюда в свою очередь подразделяются на охлаждаемые и замораживаемые. Охлаждаемые сладкие блюда бывают желированными (кисели, кремы, желе, муссы, самбуки) и нежелированными (компоты, фрукты в сиропах, взбитые сливки с бисквитами или каштанами). К замораживаемым сладким блюдам относятся мороженое, пунши, парфе, каймак, пломбир. Горячие сладкие блюда классифицируются в зависимости от способа их термической обработки на варёные (сухарные, крупяные, творожные пудинги), запечённые (суфле, гурьевская каша, сладкие запеканки, шарлотки), жареные (яблоки в кляре). По основному ингредиенту среди сладких блюд выделяют фруктовые, ягодные, молочные, молочно-яичные, мучные, крупяные блюда. Сырьём для фруктовых сладких блюд служат плоды и ягоды в свежем, консервированном, замороженном или сушёном виде. Для улучшения вкусовых качеств блюд и их ароматизации применяются ванилин, корица, цедра, лимонная кислота, кофе и какао. Желирующими веществами выступают кукурузный или картофельный крахмал, агар-агар и желатин.
Кисели готовят преимущественно на сахаре из самых разнообразных свежих и сушёных плодов и ягод, фруктово-ягодных вод, соков, сиропов, варенья, джемов, повидла, ягодных экстрактов, а также хлебного кваса, молока и миндаля. Для фруктовых киселей применяется картофельный крахмал, который, в отличие от кукурузного, сохраняет их прозрачность, а для молочных и миндальных — именно кукурузный, который придаёт им более нежный вкус. По консистенции кисели бывают густые, средней густоты и жидкие. Полужидкие кисели часто служат сладкими соусами к другим блюдам, в частности, крупяным. Компоты из свежих плодов и ягод варят в сахарном сиропе, компоты из консервированных фруктов часто сервируют с вином. Для компота из сушёных плодов и ягод сырьё предварительно отваривают и соединяют с охлаждённым процеженным сиропом, приготовленном на фруктовом отваре. Компоты из свежезамороженных плодов и ягод обычно приготовляют с добавлением свежих цитрусовых фруктов. Желе готовят на основе фруктовых и ягодных соков, пюре, отваров, варенья, ягодных экстрактов, фруктовых эссенций, ликёров, виноградных вин и молока с добавлением сахара, желатина или агара и последующим фильтрованием и при необходимости осветлением. Молочные желе готовят из молока, приправленного ванилином, какао или кофейным отваром, с сахаро-желатиновым сиропом. Муссы представляют собой однородную пену из взбитого на льду желе на основе фруктового сиропа или ягодного сока. Желатин в некоторых рецептах заменяется манной крупой. Самбуки готовят из взбитого на льду яблочного или абрикосового пюре, смешанного с яичными белками, которое затем желируют и охлаждают. Кремы готовят на основе взбитых сливок с желатином и вкусовыми и ароматизирующими продуктами (ванилином, какао, кофе, ликёром, поджаренными орехами), а в зависимости от рецепта также с добавлением яично-молочной смеси или плодово-ягодного пюре. Парфе представляет собой вариант мороженого, приготовляется замораживанием густых взбитых сливок, соединённых с яично-молочной смесью в сочетании с ванилью, кофе, какао, шоколадом, орехами или плодово-ягодным пюре. Воздушные пироги суфле выпекают в духовом шкафу из желтково-молочной смеси или уваренного с сахаром фруктового или ягодного пюре, приправленных вкусовыми или ароматическими продуктами и соединённых со взбитыми белками. Суфле подают непосредственно после выпекания, они не подлежат хранению.
К сладким также относят блюда из фруктов, преимущественно яблок, с применением теста (яблоки, запечённые в тесте, зажаренные в кляре, блинчики с яблоками, саварен с фруктами, корзиночки с ягодами или яблоками), хле́ба (яблочная бабка, яблочная шарлотка, гренки с фруктами, пудинг из пшеничного хлеба с яблоками) или круп (яблоки с рисом, манная каша со фруктами, пудинг из манной крупы с черносливом, изюмом и яблоками).